# BRIGHT (音楽ユニット)
BRIGHT（ブライト）は関西出身のダンスボーカルグループである。2001年に前身となるコーラスグループ「子スペラーズ」を結成。2003年、NANAKAの加入を機に「BRIGHT」へ改名。

## エピソード
- 4人とも大阪・京橋にあるキャレスボーカル&ダンススクール大阪校出身である。
- 結成当初は、元 PARADISE GO!! GO!! の松本美咲が所属していた。彼女が抜けた後、NANAKAが加入し、後に HINOIチーム に所属する小山ひかるを加えた5人で活動していたことがある。
- 2007年1月から2008年3月まで京都の新京極商店街ろっくんプラザにて第2、第4土曜日の月2回、ストリートライブを行っていた。その最後を飾った卒業ライブでは延べ数千人の観客（スポーツ新聞各紙発表）を動員した。
- 2008年1月21日に初のワンマンライブとなる、「BRIGHT DEBUT PREMIUM LIVE 〜Brightest Star〜」 が大阪・Shangri-laにて開催されたが、300人動員しないと次のCDのリリースなし、というノルマが課せられていた。
- 日本テレビ系列を中心に放映している音楽情報を中心としたエンタメ情報番組 「メロjpでいこう!」 (2009年6月2日放映週) にゲスト出演をし、アカペラのコーラスを披露した。
- 2008年の a-nation では全会場でオープニングアクトを飾った。また2009年は大阪･東京･愛知の会場でパフォーマンスを披露した。
- 2009年7月より2009年末まで、毎月1回のペースで本人達が主催のライブイベント 「Soul Playground」 を行なった。チケットが完売になった回もあった。関西中心のライブイベントだったが、クリスマス時期には東京でも開催した。
- 2009年8月に行われた新京極ろっくんプラザの凱旋ライブでは、時折激しく雨の降る天候の中、やはり延べ数千人の観客を動員した。
- 2009年10月よりFM OSAKAの番組 「SHOO POWER REQUEST」 で、リスナーの悩み･相談に対し、翌週にアカペラの歌を作ってきてそれに答えるという 「ワールドウェディング BRIGHTに♪何だって話してよ〜♪」 のコーナーを担当する。なお過去の放送分は YouTube でチェックできる。
- 2009年12月より、毎日放送 「ジャイケルマクソン」 のレギュラーになる。先だって行われた 「ジャイケルミニ枠オーディション」 は審査員全員一致で合格した。
- 2013年4月、5月の 「BRIGHT LIVE TOUR 2013〜Brightest Days〜」 をもって解散することを発表[1][2][3]。
- 2013年5月12日、解散ツアー「BRIGHT LIVE TOUR 2013〜Brightest Days〜」の最終日。 渋谷WWWでラストライブを開催し解散した。
- 2014年3月に開催が発表された「東京ガールズオーディション」には、元メンバーのNANAKAが、「小林菜々香」名義で参加しており、アーティスト活動を再開[4]。またMI-MIも2016年からソロで歌手活動を行い、2017年には松下優也のライブにコーラス参加している[5]。

## メンバー
| 名前              | 生年月日      | 担当                          | 出身地 | 備考  |
| ----------------- | ------------- | ----------------------------- | ------ | ----- |
| NAGI 重村渚       | 1990年8月2日  | アルト、 リーダー             | 兵庫県 | [ 6 ] |
| MI-MI 井上みづき  | 1990年9月28日 | メゾソプラノ                  | 大阪府 | [ 7 ] |
| MEG 中谷萌美      | 1991年3月6日  | ソプラノ                      | 大阪府 | [ 8 ] |
| NANAKA 小林菜々香 | 1992年5月30日 | メゾソプラノ、 メインボーカル | 大阪府 | [ 9 ] |

## 作品
順位はオリコン週間ランキング最高位。

### シングル
| #  | 発売日         | タイトル                                             | 規格品番                             | 順位 |
| -- | -------------- | ---------------------------------------------------- | ------------------------------------ | ---- |
| 1  | 2007年4月25日  | Brightest e.p. 01                                    | RRCD-85349                           | - 位 |
| 2  | 2007年8月8日   | Brightest e.p. 02                                    | RRCD-85356                           | - 位 |
| 3  | 2008年4月9日   | ソライロ                                             | RZCD-45864/B RZCD-45865              | 45位 |
| 4  | 2008年7月16日  | 手紙 feat. K/ One Summer Time                        | RZCD-45936/B RZCD-45937              | 39位 |
| 5  | 2008年11月19日 | I'll Be There                                        | RZCD-46023/B RZCD-46024              | 48位 |
| 6  | 2009年5月20日  | 言葉にできなくて/ Shining Butterfly                  | RZCD-46198/B RZCD-46199              | 64位 |
| 7  | 2009年8月5日   | Feelin' You                                          | RZCD-46297/B RZCD-46298              | 76位 |
| 8  | 2011年6月1日   | LOVE 〜ある愛のカタチ〜                              | RZCD-46881/B RZCD-46882/B RZCD-46883 | 23位 |
| 9  | 2011年11月23日 | BAD GIRL!! feat. SKY-HI（AAA）/ 逢うたび好きになって | RZCD-46981/B RZCD-46982/B RZCD-46983 | 48位 |
| 10 | 2012年2月15日  | キミがいるから 〜ココロのとなりで〜                  | RZCD-59060/B RZCD-59061/B RZCD-59062 | 17位 |

### アルバム
| # | 発売日         | タイトル    | 規格品番                | 順位 |
| - | -------------- | ----------- | ----------------------- | ---- |
| 1 | 2009年1月14日  | Notes 4 You | RZCD-46049/B RZCD-46050 | 48位 |
| 2 | 2010年2月24日  | Real        | RZCD-46451/B RZCD-46452 | 38位 |
| 3 | 2010年10月20日 | IN HARMONY  | RZCD-46612/B            | 44位 |
| 4 | 2012年3月21日  | BRIGHT      | RZCD-59063/B RZCD-59064 | 43位 |

### ミニ・アルバム
1. Brightest Star（2008年1月16日、RZCD-45787/B、133位）

### ベスト・アルバム
1. BRIGHT BEST（2012年8月22日、RZCD-59122/B ＆ RZCD-59123、47位）

### 配信シングル
- キライ…でも好き 〜アイシテル〜（2010年1月28日）
- Flower（2010年7月21日）
- Shining Star（2010年8月18日）

### 参加作品
- Rhythm Nation 2006 -The biggest indoor music festival-（2007年7月11日）
  - JOYFUL JOYFUL
- Rhythm Nation 2007 -The biggest indoor music festival-（2008年4月2日）
  - Brightest Star
- ディズニー・ドリーム・ポップ 〜トリビュート・トゥ・東京ディズニーリゾート 25thアニバーサリー（2009年1月28日）
  - Beauty and the Beast
- 松下優也『Paradise』（2011年2月2日）
  - Secret Love feat. BRIGHT, SHUN

## 出演

### テレビ
- ジャイケルマクソン（2009年12月 - 2010年3月、毎日放送）

### ラジオ
- BRIGHTのGirls Party Night!!（2008年10月 - 2009年12月、スターデジオ）
- ワールドウェディング BRIGHTに♪何だって話してよ〜♪（2009年10月 - 2011年3月、FM OSAKA「SHOO POWER REQUEST」内）
- BRIGHTの月極うたぐみ（2011年10月 - 2011年11月、MBSラジオ）